# ネットワーク音楽著作権連絡協議会
ネットワーク音楽著作権連絡協議会（ネットワークおんがくちょさくけんれんらくきょうぎかい、Network Music Rights Conference　略称：NMRC）は、インターネットを含むネットワーク上での音楽利用のための許諾ルール制定に向けた情報収集、研究および関係諸団体間の合意形成を目的として、1997年8月29日、社団法人音楽電子事業協会、社団法人マルチメディア・タイトル制作者連盟、社団法人日本レコード協会、社団法人テレコムサービス協会、電子ネットワーク協議会、インターネット協会、日本地域プロバイダー協会、社団法人コンピュータソフトウェア著作権協会およびUBAの9団体により発足した任意団体である。

## 沿革
- 1997年 設立